# 사우드 압둘하미드
사우드 압둘라 살렘 압둘하미드(아랍어: سعود عبد الله سالم عبد الحميد, Saud Abdullah Salem Abdulhamid, 1999년 7월 18일 ~ )는 사우디아라비아의 축구 선수이다. 포지션은 오른쪽 풀백이며, 현재 프랑스 리그 1의 랑스에서 활동하고 있다.

## 수상 경력
알힐랄
- 사우디 프로페셔널리그 : 2021-22
- 사우디아라비아 국왕컵 : 2022-23

사우디아라비아 U-20
- AFC U-19 챔피언십 : 2018

사우디아라비아 U-23
- AFC U-23 아시안컵 : 2022

개인
- 사우디 프로페셔널 리그 이달의 젊은 선수 : 2020년 10월,[4] 2020년 12월[5]